# Marzia
Marzia ist ein weiblicher Vorname, eine italienische Form des Vornamens Marcia. 

## Namensträgerinnen
- Marzia Caravelli (* 1981), italienische Sprinterin und Hürdenläuferin (100-Meter-Distanz)
- Marzia Grossi, (* 1970), italienische Tennisspielerin
- Marzia Davide (* 1980), italienische Boxerin
- Marzia Kjellberg (* 1992), italienische Autorin und ehemalige Webvideoproduzentin